# Amphipoea anomala
Amphipoea anomala är en fjärilsart som beskrevs av Krulikovski. Amphipoea anomala ingår i släktet Amphipoea och familjen nattflyn. Inga underarter finns listade i Catalogue of Life.